# Uraria
Uraria es un género de plantas con flores con 64 especies perteneciente a la familia Fabaceae.

## Especies seleccionadas
- Uraria acaulis
- Uraria acuminata
- Uraria alopecuroides
- Uraria aequilobata
- Uraria arborea
- Uraria balansae
- Uraria barbata
- Uraria campanulata